# ديثماتش كلاسيك
ديثماتش كلاسيك : إحدى إصدارت شركة ألعاب فالف، هي لعبة متعددة اللاعبين صدرت بعد النجاح المبهر والعالمي للكونتر ستريك واشتهرت اللعبة بفضل إمكانية اللعب بها أون لاين أو على الشبكة المنزلية أو كلعبة فردية على جهاز الحاسوب. وقد صنعت لتعمل على جميع أنظمة التشغيل كويندوز، لينكس، ماك وغيرها.